# B Bay 70
Bei den bayerischen B Bay 70 handelt es sich um zweiachsige Abteilwagen für den Einsatz in Personenzügen nach dem Blatt 99 aus dem Wagenstandsverzeichnis (WV) für die Königlich Bayerischen Staatseisenbahnen vom 31. März 1913 (weitere Angaben siehe untenstehende Liste), welche ursprünglich von den Königlich privilegierten Bayerischen Ostbahnen (B.O.B.) beschafft wurden.

## Geschichte
Für die Personenbeförderung auf den von ihr betriebenen Linien beschaffte die B.O.B. in den Jahren zwischen 1856 (erstes Geschäftsjahr) und 1875 (letztes Geschäftsjahr und Übernahme durch die K.B.E.) ca. 110 Wagen der Gattung AB. Von diesen wurde 1876 noch insgesamt 91 Stück von der K.B.Sts.B übernommen und in ihrem Wagenpark ebenfalls als Gattung AB eingereiht.

## Beschaffung
Als fünfte Serie von Personenwagen der Gattung AB wurden 1870 insgesamt zehn Wagen von der Fa. Klett & Comp. zu einem Stückpreis von 4.600 Talern beschafft. Sie hatten die gleichen Abmessungen wie die zuvor beschafften Wagen der Blatt-Nr. 15 und erhielten die Blatt-Nr. 18 im WV von 1875. Diese Wagen waren in der Lieferversion alle ungebremst.

## Konstruktive Merkmale

### Untergestell
Der Rahmen der Wagen war komplett aus Profileisen aufgebaut. Als Zugeinrichtung hatten die Wagen Schraubenkupplungen nach VDEV. Die Zugstange war durchgehend und mittig gefedert. Als Stoßeinrichtung besaßen die Wagen in der Lieferversion Stangenpuffer der B.O.B.-Bauart mit einer Einbaulänge von 555 mm und 360 mm für die Pufferteller. Diese wurden später durch solche mit einer Einbaulänge von 620 mm ersetzt, wodurch sich auch die LüP der Wagen entsprechend änderte.

### Laufwerk
Die Wagen hatten aus Blechen und Winkeln genietete Achshalter der kurzen, geraden Bauform. Gelagert waren die Achsen in Gleitachslagern. Die Räder hatten Speichenradkörper des bayerischen Typs 24 mit einem Durchmesser von 1.024 mm. Die jeweils 1.480 Millimeter langen Tragfedern hatten je sechs Blätter. Der Querschnitt der Blätter betrug 96 × 13 Millimeter.
In der Lieferversion waren alle Wagen ungebremst. Im Verzeichnis von 1891 wird für drei Wagen (Nr. 17 823 bis 17 825) eine Verbindungsbremse ausgewiesen. Im Verzeichnis von 1897 wird für insgesamt fünf Wagen der Einbau von Luftleitungen für eine durchgehende Druckluftbremse ausgewiesen. Im Verzeichnis von 1913 wird für eben diese fünf Wagen der Einbau einer Westinghouse-Bremse ausgewiesen.

### Wagenkasten
Der Rahmen des Wagenkastens bestand aus einem hölzernen Ständerwerk. Die Wände waren außen mit Blechen und innen mit Holz verkleidet. Die Stirnwände waren gerade, die Seitenwände ab der Höhe der Griffstangen für die Laufbretter nach unten leicht eingezogen. Das flache Tonnendach ragte nur leicht über die Seitenwände. Die Wagen hatten alle lange, seitliche Laufbretter mit Anhaltestangen. Die Halbabteile der ersten Klasse hatten als Besonderheit zusätzliche Fenster in der dazugehörenden Stirnwand.

### Ausstattung
Die Wagen hatten 1 ½ Abteile der ersten und zwei Abteile der zweiten Klasse. Beide Klassen hatten gepolsterte Sitzbänke. Zwischen 1897 und 1913 wurden alle Abteile zu solchen der zweiten Klasse unter Beibehaltung der Sitzaufteilung und Ausstattung umgewidmet. die Wagen erhielten dann auch die Gattungsbezeichnung B.
Zwischen 1891 und 1897 wurden die Wagen alle mit zwei Aborten nachgerüstet, wobei insgesamt sechs Sitzplätze verloren gingen. Jeweils zwei Abteile hatten einen Zugang zu einem Abort. Beleuchtet wurden die Wagen in der Lieferversion mit Öl-Lampen. In der Zeit vor 1913 muss die Umrüstung auf Gasbeleuchtung erfolgt sein. Die zur Versorgung dienenden Behälter waren in Längsrichtung unter dem Wagenkasten angebracht.
Die Beheizung erfolgte durch Dampfheizung. Zur Belüftung gab es Lamellenlüfter in den Abteiltüren sowie herablassbare Fenster.

## Skizzen, Musterblätter, Fotos

Ansicht zu Blatt 6 aus B.O.B. WV von 1872
Ansicht zu Blatt 18 aus B.O.B. WV von 1875
Ansicht zu Blatt 25 aus Bayer. WV von 1879
Ansicht zu Blatt 48 aus Bayer. WV von 1897
Ansicht zu Blatt 99 aus Bayer. WV von 1913

## Wagennummern
| Blatt-Nr. Herstelld.         | Blatt-Nr. Herstelld.         | Blatt-Nr. Herstelld.         | Gattungszeichen je Epoche Wagennummern je Epoche (mit Direktionsangaben) | Gattungszeichen je Epoche Wagennummern je Epoche (mit Direktionsangaben) | Gattungszeichen je Epoche Wagennummern je Epoche (mit Direktionsangaben) | Gattungszeichen je Epoche Wagennummern je Epoche (mit Direktionsangaben) | Gattungszeichen je Epoche Wagennummern je Epoche (mit Direktionsangaben) | Gattungszeichen je Epoche Wagennummern je Epoche (mit Direktionsangaben) | Gattungszeichen je Epoche Wagennummern je Epoche (mit Direktionsangaben) | Gattungszeichen je Epoche Wagennummern je Epoche (mit Direktionsangaben) | Gattungszeichen je Epoche Wagennummern je Epoche (mit Direktionsangaben) | Gattungszeichen je Epoche Wagennummern je Epoche (mit Direktionsangaben) | Fahrwerk / Ausstattung / Zusatzinfos (siehe jeweilige Legende) | Fahrwerk / Ausstattung / Zusatzinfos (siehe jeweilige Legende) | Fahrwerk / Ausstattung / Zusatzinfos (siehe jeweilige Legende) | Fahrwerk / Ausstattung / Zusatzinfos (siehe jeweilige Legende) | Fahrwerk / Ausstattung / Zusatzinfos (siehe jeweilige Legende) | Fahrwerk / Ausstattung / Zusatzinfos (siehe jeweilige Legende) | Fahrwerk / Ausstattung / Zusatzinfos (siehe jeweilige Legende) | Fahrwerk / Ausstattung / Zusatzinfos (siehe jeweilige Legende) | Fahrwerk / Ausstattung / Zusatzinfos (siehe jeweilige Legende) | Fahrwerk / Ausstattung / Zusatzinfos (siehe jeweilige Legende) | Fahrwerk / Ausstattung / Zusatzinfos (siehe jeweilige Legende) |
| Bau- jahr                    | Her- steller                 | Anz.                         | B.O.B. bis 1872                                                          | B.O.B. ab 1872                                                           | KBE ab 1876                                                              | KBE ab 1884                                                              | KBE ab 1893                                                              | KBE ab 1894                                                              | KBE ab 1907                                                              | DR (ab 1923)                                                             | DRG (ab 1930)                                                            | Ausge- mustert                                                           | Anz. Ach- sen                                                  | Brem- sen                                                      | Bl.                                                            | Hz.                                                            | Art u. Anz. Abteile (Sitze)                                    | Art u. Anz. Abteile (Sitze)                                    | Art u. Anz. Abteile (Sitze)                                    | Art u. Anz. Abteile (Sitze)                                    | Mil.                                                           | Mil.                                                           | Bemer- kung                                                    |
| Blatt-Nr. aus WV von Gattung | Blatt-Nr. aus WV von Gattung | Blatt-Nr. aus WV von Gattung | 6 1872 A.B.                                                              | 18 1875 A.B.                                                             | 25 1876 A.B.                                                             | 35 1891 A.B.                                                             | Plan 1893 A.B.                                                           | 48 1897 AB                                                               | 99 1913 B                                                                | B Bay 70                                                                 | B Bay 70                                                                 |                                                                          |                                                                |                                                                |                                                                |                                                                | A                                                              | 1.                                                             | 2.                                                             | 3.                                                             | O                                                              | M                                                              |                                                                |
| ---------------------------- | ---------------------------- | ---------------------------- | ------------------------------------------------------------------------ | ------------------------------------------------------------------------ | ------------------------------------------------------------------------ | ------------------------------------------------------------------------ | ------------------------------------------------------------------------ | ------------------------------------------------------------------------ | ------------------------------------------------------------------------ | ------------------------------------------------------------------------ | ------------------------------------------------------------------------ | ------------------------------------------------------------------------ | -------------------------------------------------------------- | -------------------------------------------------------------- | -------------------------------------------------------------- | -------------------------------------------------------------- | -------------------------------------------------------------- | -------------------------------------------------------------- | -------------------------------------------------------------- | -------------------------------------------------------------- | -------------------------------------------------------------- | -------------------------------------------------------------- | -------------------------------------------------------------- |
| 1870                         | Klett                        | 10                           | 57                                                                       | 77                                                                       | 17 816                                                                   | 17 816?                                                                  |                                                                          | 438                                                                      | 438                                                                      |                                                                          |                                                                          |                                                                          | 2                                                              | Ll                                                             | Öl (G)                                                         | D                                                              | (2)                                                            | 1 ½ (9)                                                        | 2 (16)                                                         |                                                                | 17                                                             |                                                                |                                                                |
| 1870                         | Klett                        | 10                           | 58                                                                       | 78                                                                       | 17 817                                                                   | 17 817?                                                                  |                                                                          | 439                                                                      | 439                                                                      |                                                                          |                                                                          |                                                                          | 2                                                              | Ll                                                             | Öl (G)                                                         | D                                                              | (2)                                                            | 1 ½ (9)                                                        | 2 (16)                                                         |                                                                | 17                                                             |                                                                |                                                                |
| 1870                         | Klett                        | 10                           | 59                                                                       | 79                                                                       | 17 818                                                                   | 17 818?                                                                  |                                                                          | 440                                                                      | 440                                                                      |                                                                          |                                                                          |                                                                          | 2                                                              | Ll                                                             | Öl (G)                                                         | D                                                              | (2)                                                            | 1 ½ (9)                                                        | 2 (16)                                                         |                                                                | 17                                                             |                                                                |                                                                |
| 1870                         | Klett                        | 10                           | 60                                                                       | 80                                                                       | 17 819                                                                   | 17 819?                                                                  |                                                                          | 441                                                                      | 441                                                                      |                                                                          |                                                                          |                                                                          | 2                                                              | Ll                                                             | Öl (G)                                                         | D                                                              | (2)                                                            | 1 ½ (9)                                                        | 2 (16)                                                         |                                                                | 17                                                             |                                                                |                                                                |
| 1870                         | Klett                        | 10                           | 61                                                                       | 81                                                                       | 17 820                                                                   | 17 820?                                                                  |                                                                          |                                                                          |                                                                          |                                                                          |                                                                          | <1913                                                                    | 2                                                              | Ll                                                             | Öl (G)                                                         | D                                                              | (2)                                                            | 1 ½ (9)                                                        | 2 (16)                                                         |                                                                | 17                                                             |                                                                |                                                                |
| 1870                         | Klett                        | 10                           | 62                                                                       | 82                                                                       | 17 821                                                                   | 17 821?                                                                  |                                                                          | 443                                                                      | 443                                                                      |                                                                          |                                                                          |                                                                          | 2                                                              | Wsbr                                                           | Öl (G)                                                         | D                                                              | (2)                                                            | 1 ½ (9)                                                        | 2 (16)                                                         |                                                                | 17                                                             |                                                                |                                                                |
| 1870                         | Klett                        | 10                           | 63                                                                       | 83                                                                       | 17 822                                                                   | 17 822?                                                                  |                                                                          | 444                                                                      | 444                                                                      |                                                                          |                                                                          |                                                                          | 2                                                              | Wsbr                                                           | Öl (G)                                                         | D                                                              | (2)                                                            | 1 ½ (9)                                                        | 2 (16)                                                         | [ Anm. 2 ]                                                     | 17                                                             |                                                                |                                                                |
| 1870                         | Klett                        | 10                           | 64                                                                       | 84                                                                       | 17 823                                                                   | 17 823?                                                                  |                                                                          | 445                                                                      | 445                                                                      |                                                                          |                                                                          |                                                                          | 2                                                              | Wsbr                                                           | Öl (G)                                                         | D                                                              | (2)                                                            | 1 ½ (9)                                                        | 2 (16)                                                         | im Verzeichnis 1891 mit Verbindungsbremse                      | 17                                                             |                                                                |                                                                |
| 1870                         | Klett                        | 10                           | 65                                                                       | 85                                                                       | 17 824                                                                   | 17 824?                                                                  |                                                                          | 446                                                                      | 446                                                                      |                                                                          |                                                                          |                                                                          | 2                                                              | Wsbr                                                           | Öl (G)                                                         | D                                                              | (2)                                                            | 1 ½ (9)                                                        | 2 (16)                                                         | im Verzeichnis 1891 mit Verbindungsbremse                      | 17                                                             |                                                                |                                                                |
| 1870                         | Klett                        | 10                           | 66                                                                       | 86                                                                       | 17 825                                                                   | 17 825?                                                                  |                                                                          | 447                                                                      | 447                                                                      |                                                                          |                                                                          |                                                                          | 2                                                              | Wsbr                                                           | Öl (G)                                                         | D                                                              | (2)                                                            | 1 ½ (9)                                                        | 2 (16)                                                         | im Verzeichnis 1891 mit Verbindungsbremse                      | 17                                                             |                                                                |                                                                |